# Vitali Klitschko

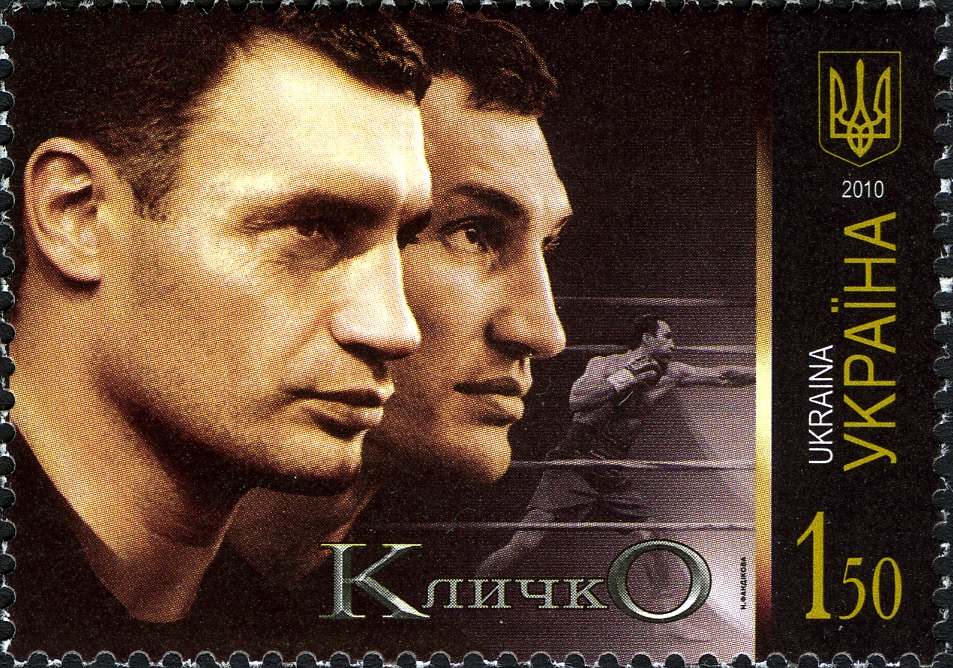
Selo ucraniano de 2010 em homenagem aos "irmãos Klitschko", no caso Vitali e Wladimir Klitschko

Vitali Vladimirovich Klitschko (Belowodskoje, 19 de julho de 1971) é um político e ex-pugilista ucraniano, ex-campeão peso pesado do Conselho Mundial de Boxe. Ele tem servido como prefeito de Kiev desde 2014. Em 24 de fevereiro de 2022, Klitschko e seu irmão Wladimir anunciaram que eles pegariam em armas para defender a capital ucraniana após a invasão russa da Ucrânia‎.